# 호에넴스
호에넴스(독일어: Hohenems)는 오스트리아 서부 포어아를베르크주에 있는 도시이다. 면적은 29.18km2, 높이는 432m, 인구는 15,350명(2012년 기준), 인구 밀도는 530명/km2이다. 보덴호에서 남쪽으로 16km 정도 떨어진 곳에 위치하며 16세기에 지어진 르네상스 양식의 궁전과 유대인 박물관으로 유명한 도시이다.

시 문장

## 인구
| 연도 | 인구   | ±%     |
| ---- | ------ | ------ |
| 1869 | 4,191  | —      |
| 1880 | 4,428  | +5.7%  |
| 1890 | 4,972  | +12.3% |
| 1900 | 5,652  | +13.7% |
| 1910 | 6,456  | +14.2% |
| 1923 | 5,153  | −20.2% |
| 1934 | 5,514  | +7.0%  |
| 1939 | 5,734  | +4.0%  |
| 1951 | 6,990  | +21.9% |
| 1961 | 9,188  | +31.4% |
| 1971 | 11,487 | +25.0% |
| 1981 | 12,666 | +10.3% |
| 1991 | 13,531 | +6.8%  |
| 2001 | 13,891 | +2.7%  |
| 2011 | 15,149 | +9.1%  |